# العلاقات الكويتية النرويجية
العلاقات الكويتية النرويجية هي العلاقات الثنائية التي تجمع بين الكويت والنرويج.

## مقارنة بين البلدين
هذه مقارنة عامة ومرجعية للدولتين:
| وجه المقارنة                                              | الكويت        | النرويج                                                   |
| --------------------------------------------------------- | ------------- | --------------------------------------------------------- |
| المساحة (كم2)                                             | 17.82 ألف     | 385.21 ألف                                                |
| عدد السكان (نسمة)                                         | 4.14 مليون    | 5.33 مليون                                                |
| الكثافة السكانية (ن./كم²)                                 | 232.32        | 13.84                                                     |
| العاصمة                                                   | مدينة الكويت  | أوسلو                                                     |
| اللغة الرسمية                                             | اللغة العربية | بوكمول، لغات السامي، نينوشك، اللغة النرويجية              |
| العملة                                                    | دينار كويتي   | كرونة نروجية                                              |
| الناتج المحلي الإجمالي (بليون دولار)                      | 120.13 مليار  | 398.83 مليار                                              |
| الناتج المحلي الإجمالي (تعادل القوة الشرائية) بليون دولار | 290.53 مليار  | 322.23 مليار                                              |
| الناتج المحلي الإجمالي الاسمي للفرد دولار أمريكي          | 29.30 ألف     | 74.40 ألف                                                 |
| الناتج المحلي الإجمالي للفرد دولار أمريكي                 | 73.25 ألف     | 65.61 ألف                                                 |
| مؤشر التنمية البشرية                                      | 0.816         | 0.944                                                     |
| رمز المكالمات الدولي                                      | +965          | +47                                                       |
| رمز الإنترنت                                              | .kw           | .no                                                       |
| المنطقة الزمنية                                           | ت ع م+03:00   | ت ع م+01:00، ت ع م+02:00، توقيت وسط أوروبا، أوروبا/أوسلو ‏ |

## منظمات دولية مشتركة
يشترك البلدان في عضوية مجموعة من المنظمات الدولية، منها:
| علم المنظمة | اسم المنظمة                               | تاريخ انضمام الكويت | تاريخ انضمام النرويج |
| ----------- | ----------------------------------------- | ------------------- | -------------------- |
|             | المنظمة الهيدروغرافية الدولية             | ?                   | ?                    |
|             | الاتحاد البريدي العالمي                   | ?                   | ?                    |
|             | يونسكو                                    | 18 نوفمبر 1960      | 4 نوفمبر 1946        |
|             | البنك الدولي للإنشاء والتعمير             | 13 سبتمبر 1962      | 27 ديسمبر 1945       |
|             | منظمة التجارة العالمية                    | ?                   | 1995                 |
|             | وكالة ضمان الاستثمار متعدد الأطراف        | 12 أبريل 1988       | 9 أغسطس 1989         |
|             | البنك الإفريقي للتنمية                    | ?                   | 1963                 |
|             | الاتحاد الدولي للاتصالات                  | 14 أغسطس 1959       | 1866                 |
|             | منظمة الشرطة الجنائية الدولية             | ?                   | ?                    |
|             | مؤسسة التمويل الدولية                     | 13 سبتمبر 1962      | 20 يوليو 1956        |
|             | الأمم المتحدة                             | 14 مايو 1963        | 27 نوفمبر 1945       |
|             | مؤسسة التنمية الدولية                     | 13 سبتمبر 1962      | 24 سبتمبر 1960       |
|             | منظمة حظر الأسلحة الكيميائية              | ?                   | ?                    |
|             | المركز الدولي لتسوية المنازعات الاستشارية | 4 مارس 1979         | 15 سبتمبر 1967       |

## وصلات خارجية
- موقع وزارة الخارجية الكويتية
- موقع وزارة الخارجية النرويجية